# Aerangis carnea
Aerangis carnea es una orquídea epífita originaria de África.

## Descripción
Es una planta pequeña de tamaño que prefiere clima caliente a fresco, es de hábito epífita y necesita de sombra y de alta humedad. Tiene un tallo corto que lleva varias hojas de color verde oscuro, oblanceoladas, con el ápice bi-lobulado de manera desigual. Florece a través de una inflorescencia colgante axilar de 10 cm de largo con 2 a 7 flores de 7 cm de ancho y de color rosa, teñidas de color salmón. La floración se produce en la primavera y verano.

## Distribución y hábitat
Se encuentra el norte de Malaui y el sur de Tanzania en submontano y bosque de ribera en troncos, ramas y ramitas en alturas de 1300 a 1900 m s. n. m.

## Taxonomía
Aerangis carnea fue descrita por Joyce Stewart y publicado en Kew Bulletin 34: 271. 1979.
Etimología
El nombre del género Aerangis procede de las palabras griegas: aer = (aire) y angos = (urna), en referencia a la forma del labelo.
carnea: epíteto latino que significa "color de carne".